# Morti nel 1531
| Questa pagina contiene informazioni ricavate automaticamente dalle voci biografiche con l'ausilio del template Bio e di un bot. L'aggiornamento è periodico e automatico e ricostruisce completamente la pagina. Se manca una persona in questa lista, sei pregato di non aggiungerla, ma accertati piuttosto che la sua voce biografica contenga il template Bio e che i dati anagrafici siano correttamente compilati. Se il template Bio manca, inseriscilo tu stesso o, in alternativa, metti l'avviso {{tmp\|Bio}} che ne segnala la mancanza. Se i dati riportati sono sbagliati, correggi direttamente la voce biografica; le modifiche saranno visibili in questa lista entro pochi giorni. Per chiarimenti vedi il progetto biografie. La lista contiene solo le 49 persone che sono citate nell'enciclopedia e per le quali è stato implementato correttamente il template Bio. Pagina aggiornata al 18 ago 2025. |

- 8 gennaio - Alberto III Pio di Savoia, politico (n. 1475)
- 6 marzo - Pedro Arias Dávila, funzionario spagnolo
- 13 marzo - Martino Bovollino, letterato, notaio e poeta svizzero
- 28 marzo - Niccolò Leonico Tomeo, docente italiano (n. 1456)
- 9 aprile - Giulio Cattaneo, diplomatico e politico italiano
- 10 maggio - Giorgio I di Pomerania, nobile tedesco (n. 1493)
- 14 maggio - Guillaume de Montmorency, politico francese (n. 1453)
- 17 maggio - Konrad Wimpina, umanista e teologo tedesco (n. 1460)
- 19 maggio - Jan Łaski, arcivescovo cattolico e politico polacco (n. 1456)
- 10 giugno - Alberto da Cotignola, religioso e letterato italiano
- 7 luglio - Tilman Riemenschneider, scultore e intagliatore tedesco
- 13 luglio - Luigi di Brézé, nobile francese (n. 1463)
- 15 agosto - Girolamo Barbarigo, politico italiano
- 30 agosto - Diego Hurtado de Mendoza, nobile spagnolo (n. 1461)
- 8 settembre - Benedetto Tiezzi, religioso italiano
- 16 settembre - Lorenzo Pucci, cardinale e vescovo cattolico italiano (n. 1458)
- 22 settembre - Luisa di Savoia, nobile (n. 1476)
- 11 ottobre - Ulrico Zwingli, teologo e militare svizzero (n. 1484)
- 19 ottobre - Fadrique Álvarez de Toledo y Enríquez, nobile e militare spagnolo (n. 1460)
- 24 ottobre - Hans Leu il Giovane, pittore svizzero
- 28 ottobre - Bernardo Parentino, pittore italiano
- 1º novembre - Altobello Averoldi, vescovo cattolico italiano (n. 1468)
- 24 novembre - Giovanni Ecolampadio, teologo e umanista svizzero (n. 1482)
- 1º dicembre - Maud Green, nobildonna inglese
- 15 dicembre - Rombout II Keldermans, architetto fiammingo
- 24 dicembre - Malatesta IV Baglioni, generale, mercenario e nobile italiano (n. 1491)
- Alfonso di Zamora, rabbino e ebraista spagnolo (n. 1474)
- Giovanni da Asola, pittore italiano
- Atoc, generale inca
- Baldassarre Biassa, ammiraglio italiano
- Antonio Brocardo, poeta italiano
- Hans Burgkmair, pittore tedesco (n. 1473)
- Vincenzo Catena, pittore italiano
- Mary Fiennes, nobildonna inglese (n. 1495)
- Gregor Haloander, umanista tedesco (n. 1501)
- Giovanni Giorgio Lascaris, scultore italiano
- Sonam Lhundrup, monaco buddhista tibetano (n. 1456)
- Marco Martello, umanista italiano (n. 1460)
- Chiara Sforza, nobildonna italiana (n. 1467)
- Johannes Stöffler, astronomo tedesco (n. 1452)
- Vallabha, teologo e filosofo indiano (n. 1479)
- Galeazzo Visconti, conte e militare italiano (n. 1455)
- Bernardino Zaccagni, architetto italiano
- Paolo Zane, vescovo cattolico italiano (n. 1460)
- Rhys ap Gruffydd, militare gallese (n. 1508)
- Gianfrancesco II da Correggio, politico italiano
- Tommaso da Vico, medico italiano
- Gerónimo de Aguilar, esploratore spagnolo (n. 1489)
- Arduino Arriguzzi, incisore italiano